# Незофонт Михаэля
Незофонт Михаэля (лат. Nesophontes paramicrus) — вымершее млекопитающее из рода Незофонты отряда Насекомоядные.
Эндемик острова Гаити. Останки — череп с отсутствующей задненижней частью затылка — впервые найдены Дж. Миллером в 1925 году в пещере в 6,4 км от города Сен-Мишель-де-л'Атале и описаны им в 1929 году. У типового экземпляра из зубов сохранились на верхней челюсти второй и четвёртый премоляры справа, и первый, второй моляры слева и справа.  Эти и другие экспонаты в 1999 году были датированы XIV веком.
Причины исчезновения возможно связаны с интродукцией мышей и крыс, а также с лесными пожарами.

## Описание
Размеры обнаруженных останков аналогичны с западнокубинским незофонтом, но имеются характерное отличие в зубном аппарате: у верхних моляров нет выраженной борозды, которая у западнокубинского незофонта лежит между основанием метакона и задней смычкой протокона; нижние моляры с метаконидом и энтоконидом имеют менее выраженную цилиндрическую форму.